# Bijelo Brdo (Derventa)
Pour les articles homonymes, voir Bijelo Brdo.
Bijelo Brdo (en serbe cyrillique : Бијело Брдо) est un village de Bosnie-Herzégovine. Il est situé dans la municipalité de Derventa et dans la république serbe de Bosnie. Selon les premiers résultats du recensement bosnien de 2013, il compte 138 habitants.

## Démographie

### Évolution historique de la population dans la localité
| 1948 | 1953 | 1961  | 1971  | 1981  | 1991  | 2013 |
| ---- | ---- | ----- | ----- | ----- | ----- | ---- |
| -    | -    | 1 552 | 1 577 | 1 529 | 1 311 | 138  |

|  |